# Il vizio assurdo
Il vizio assurdo è un libro di memorie dello scrittore italiano Davide Lajolo che parla dell'amicizia dell'autore con lo scrittore Cesare Pavese e ne tratteggia la vita. Il vizio assurdo consiste nella volontà di auto-annientamento di Pavese (che infatti culminerà nel darsi la morte), letterariamente avvolta da un senso di solitudine e disperazione.

## Trama
L'opera di Lajolo è suddivisa in una introduzione, sedici capitoli titolati e una conclusione ed è dedicata alla figlia Laurana.

### Introduzione
L'autore narra di un primo incontro con Pavese avvenuto a Torino nel 1945 lungo la strada che porta da Piazza Statuto a Corso Valdocco, dove c'era la sede del giornale dove lavorava Lajolo; e di un secondo incontro, alla fine del luglio 1950, a Milano, quando egli aveva accompagnato Pavese, che era andato a trovarlo, a cena da Bagutta dove era stato invitato da amici critici e scrittori milanesi per festeggiare la sua vittoria al Premio Strega.
Lajolo ricorda le conversazioni fatte e, pensando all'amico scomparso, sente di scrivere della sua vita confortato dal "... comune sentimento della terra, l'origine contadina, e la comune, lenta conquista della città. Perché la nostra amicizia, nata in città, in Corso Valdocco a Torino, si è rinsaldata tra le colline, tra i libri, nel gran parlare che ne facevamo, nei grandi silenzi, quando ci immergevamo nelle vallate, e gli olmi, le vigne, i prati, i torrenti parlavano per noi due lo stesso linguaggio; amicizia fatta più intensa dai nostri caratteri opposti. L'uno sempre deciso e battagliero a vivere; l'altro sempre disperato e deciso a morire".

### S.Stefano Belbo: nascita e campagna
L'autore inizia a descrivere la cascina di S. Sebastiano dove era nato Pavese il 9 settembre del 1908 perché ricorda che l'amico l'aveva condotto, un giorno, a Santo Stefano Belbo.
Prosegue parlando della sua famiglia e, per poter comprendere meglio il bambino e l'uomo, descrive i luoghi della sua infanzia.
Descrivendo così quei luoghi, Lajolo inquadra l'infanzia di Pavese, parla del suo carattere schivo, solitario, del suo desiderio di stare lontano dalla gente e di rifugiarsi nei boschi osservando maggiormente le cose derelitte e le persone disperate. Lajolo poi, sfogliando i romanzi di Pavese, trae la biografia interiore dell'amico.

## Teatro
Nel 1973 Diego Fabbri ne curò con l'autore un adattamento teatrale per la compagnia Gli Associati: l'allestimento, con la regia di Giancarlo Sbragia, vedeva in scena attori quali Luigi Vannucchi nel ruolo di Pavese, Ivo Garrani, Valentina Fortunato a Valeria Ciangottini.
Fu riproposto più stagioni, con alcuni cambi nella compagnia, per un totale di oltre trecento repliche, e venne registrato dalla RAI, durante le rappresentazioni nel teatro di Orvieto, nel gennaio 1977, per essere poi trasmesso l'8 settembre 1978 sulla Rete 1 e successivamente replicato.

## Edizioni
- Il "vizio assurdo". storia di Cesare Pavese, collana i gabbiani, Milano, Il Saggiatore, 1960.
- Il "vizio assurdo". Storia di Cesare Pavese, Collana Gli Oscar, Milano, Mondadori, 1972. - Collana Biografie, Milano, Rizzoli, 1984.
- Il vizio assurdo. Storia di Cesare Pavese, nuova edizione, Daniela Piazza Editore, 2008, ISBN 978-88-7889-213-2.
- Il «vizio assurdo». Storia di Cesare Pavese, Postfazione di Andrea Bajani, Collana Classics, Roma, Minimum fax, 2020, ISBN 978-88-338-9094-4.